# Tres soldats blancs alcistes
Tres soldats blancs alcistes (en anglès: Bullish Three White Soldiers) és un patró d'espelmes japoneses format per tres espelmes que indica un possible canvi en la tendència baixista; rep aquesta denominació perquè el formen tres espelmes blanques successives que serien els soldats. És un fort senyal de canvi de tendència.

## Criteri de reconeixement
1. La tendència prèvia és baixista
2. Es forma una primera espelma blanca caracteritzada per un gap previ a la baixa que s'omple tancant a l'alça
3. Es formen dues espelmes blanques successives
4. Cadascuna obra dins del cos de l'anterior (inferior al tancament previ), més amunt o més avall, però és preferible que sigui de la meitat en amunt
5. Cadascuna té un tancament superior a l'anterior, i aquest és proper al high

## Explicació
En un context de tendència baixista, l'aparició de les tres espelmes blanques successives marcant màxims successius i propers al high evidencia que ja s'ha arribat a un canvi en la tendència baixista. Les espelmes blanques es formen pel tancament de posicions curtes.

## Factors importants
Les obertures estan dins del cos, i és indiferent si és més amunt o més avall, per bé que és preferible que siguin de la meitat en amunt. Si els tres soldats són molt llargs, cal estar previngut de possibles drawbacks per sobrecompra. La fiabilitat d'aquest patró és molt alta, però tot i així es recomana la confirmació l'endemà en forma gap alcista, un trencament de tendència si no ho ha fet ja, o una nova espelma blanca amb tancament superior. Cal però estar previngut segons la franja temporal en la que es treballi, perquè si és en diari i les espelmes negres són molt llargues cal estar previngut de possibles pull backs per sobrcompra.